# Tongariro
Gora Tongariro (/ˈtɒŋɡərɪroʊ/; maorsko: [tɔŋaɾiɾɔ]) je sestavljeni vulkan v vulkanski coni Taupō na Severnem otoku Nove Zelandije. Je 20 km jugozahodno od jezera Taupō in je najsevernejši od treh aktivnih vulkanov, ki prevladujejo nad pokrajino osrednjega Severnega otoka.

## Geologija
Gora Tongariro je del vulkanskega središča Tongariro, ki ga sestavljajo štirje masivi iz andezita: Tongariro, masiv Kakaramea-Tihia, Pihanga in Ruapehu na južnem koncu vulkanske planote Severnega otoka. Izbruhi andezitov so oblikovali Tongariro, strm stratovulkan, ki je dosegel višino 1978 m. Tongariro je sestavljen iz plasti lave in tefre, izbruhi, ki so zgradili sedanji stratovulkan, pa so se začeli pred približno 275.000 leti.
Tongariro je sestavljen iz najmanj 12 stožcev. Ngauruhoe, ki se pogosto obravnava kot ločena gora, je geološko stožec Tongarira. To je tudi najbolj aktivna odprtina, saj je od leta 1839 izbruhnila več kot 70-krat, zadnja epizoda med letoma 1973 in 1975.
Dejavnost je bila zabeležena tudi na drugih odprtinah v novejši zgodovini. Kraterji Te Māri so izbruhnili leta 2012, prvič po letu 1897. Rdeči krater je zadnjič izbruhnil pepel leta 1926 in vsebuje aktivne fumarole. Na masivu je veliko eksplozivnih kraterjev; voda je nekatere od teh napolnila in oblikovala Modro jezero in Smaragdna jezera.
Velika nadmorska višina in hudo alpsko podnebje med marcem in oktobrom povzročata sneženje pozimi (na sosednji gori Ruapehu so komercialna smučišča) in dež lahko zmrzne, kar povzroči žled; v nasprotju s tem so sredi do poznega poletja gore lahko gole, razen ostankov snega na proti jugu obrnjenih žlebovih. Za razliko od bližnje gore Ruapehu danes na Tongariru ni ledenikov. Vendar pa geomorfološki dokazi v obliki moren in krnic kažejo na nekdanjo prisotnost gorskih ledenikov. Datiranje moren na zahodnem Tongariru kaže, da so bili dolinski ledeniki večkrat prisotni v zadnjem ledeniškem ciklu, preden so se stopili ob koncu zadnjega ledeniškega maksimuma pred približno 18.000 leti.

## Zgodovina
Gora Tongariro je v narodnem parku Tongariro, prvem narodnem parku na Novi Zelandiji in enem najzgodnejših na svetu. Leta 1887 ga je Te Heuheu Tukino IV. (Horonuku), vrhovni poglavar Māori Ngati Tuwharetoa iwi, postavil z ukazom (dobesedno »posvetil«) in naredil narodni park, da bi ohranil njegovo naravno lepoto. Park vključuje tudi vrhova Ngauruhoe in Ruapehu, ki oba ležita jugozahodno od Tongarira. Narodni park je zaradi svojih izjemnih naravnih in nematerialnih kulturnih vrednot dvojno območje svetovne dediščine.
Pohodniška pot Tongariro Alpine Crossing poteka med Tongarirom in Ngauruhoeom.
Gora Tongariro in njena okolica sta tudi ena od številnih lokacij, ki jih je Peter Jackson izbral za snemanje filmske trilogije Gospodar prstanov.

### Eruptivna zgodovina
Najstarejši zabeleženi vulkanizem na tem območju je bil pred 933.000 ± 46.000 leti v Hauhungatahi, severozahodno od Ruapehuja. Nato obstaja vrzel v identificiranih materialih do majhnega vložka lave na zahodni strani Tongarira, ki je bil datiran pred 512.000 ± 59.000 leti in je v bistvu zasut zaradi novejše dejavnosti. 90 km³ stožec in 60 km³ obročasta ravnina kompleksa ima več eruptivnih središč, poravnanih z vulkanskim prelomom Taupō in omejenih s prelomnima conama Waihi in Poutu. Nastajanje le-teh se je začelo pred približno 304.000 leti na območju jezer Tama in je bilo zagotovo ugotovljeno pred 230.000 leti. Eruptivna središča segajo od kraterjev Te Maari na severovzhodu do jezer Tama na jugozahodu in vključujejo bolj klasičen stožec gore Ngauruhoe, ki je tako kot severni krater, še en simetričen, a manjši stožec, za katerega nastanek je bila potrebna odsotnost ledu po zadnji ledeni dobi. Tongariro prikazuje dokaze za obsežno kvartarno poledenitev v obliki moren in interakcijskih tekstur lave in ledu. Vendar je Pukeonake izven te osi, približno 6 km zahodno od območja linearnega zračnika, a velja za satelitski zračnik. Pred približno 11.000 leti je prišlo do intenzivnega obdobja velikih eksplozivnih izbruhov iz več odprtin med Tongariro in Ruapehu (zaporedje Pahoka-Mangamate).

### Izbruhi Te Māri 2012
Po obdobju vulkanskih nemirov, zaradi katerih se je 20. julija 2012 zvišala stopnja pripravljenosti, je 6. avgusta 2012 ob 23:50 (NZST, UTC+12) na gori Tongariro prišlo do tega, za kar se je sprva verjelo, da hidrotermalni izbruh po tej povečani aktivnosti. Do izbruha je prišlo pri kraterjih Te Māri, ki niso imeli večjega izbruha pepela od leta 1897 in so mirovali od septembra 1899.
Izbruh se je zgodil v novi odprtini pod kraterjem Upper Te Māri in poslal bloke, velike do 1 m v velikosti do 2 km od odprtine.
Oblak pepela, visok 6,1 km, je odložil pepel v okolico, zlasti vzhodno od vulkana. Oblak pepela je v štirih urah prepotoval 250 km. NIWA je poročala, da je oblak pepela vseboval približno 10.000 m³ pepela in da je bil oblak pepela 39 minut po izbruhu dolg 25 km in širok 15 km. V Napierju in Hastingsu so poročali o pepelu in vonju po žveplu. O vonju po žveplu so poročali tudi v Wellingtonu, Nelsonu in Blenheimu.
Državna cesta 1 na vzhodu in državna cesta 46 severno od gore sta prejeli do 5 cm pepela in sta bili zaprti do naslednjega jutra zaradi pepela in slabe vidljivosti. Plast pepela, debela 10–15 mm, se je usedla na obdelovalna zemljišča 5 do 10 km vzhodno od gore Tongariro. Velikosti delcev so bile med 2 in 3 mm. Zračni prostor v polmeru 12 km od gore je bil po izbruhu zaprt, a kasneje ponovno odprt samo za vizualne lete. Air New Zealand je odpovedal nekatere lete v Rotoruo, Taupō, Gisborne, Napier, Wanganui in Palmerston North in iz njih zaradi nevarnosti, da bi vulkanski pepel zamašil motorje na njihovih letalih, ki služijo tem letališčem.
Poročali niso o nobenih poškodbah, edina večja gmotna škoda pa je nastala na koči Ketetahi Hut Department of Conservation, ki je 1,5 km zahodno od kraterjev Te Māri. Uradne evakuacije ni bilo, vendar je 24 ljudi, ki živijo ob državni cesti 46, zapustilo svoje domove zaradi strahu pred osamo.
Gora Tongariro je 21. novembra ob 13.20 znova izbruhnila in vrgla oblak pepela 4000 metrov v zrak. Flights in the area were cancelled, as were several the following morning. Leti na tem območju so bili odpovedani, tako kot več naslednje jutro. Geologi pred izbruhom niso izdali nobenega opozorila, saj so rekli, da ni bil povezan z opozorili prejšnji teden o povečani aktivnosti na bližnji gori Ruapehu.